# 森岡奈菜未
森岡 奈菜未（もりおか ななみ、2001年8月10日 - ）は、日本の女子バスケットボール選手である。ポジションはパワーフォワード。Wリーグの日立ハイテク クーガーズ所属。

## 来歴
就実中でジュニアオールスターベスト8、大阪薫英女学院高校でインターハイ3位、ウィンターカップ準優勝となり、U17ワールドカップ日本代表にも選出。
筑波大進学後もインカレ3位となり、2023年にはワールドユニバーシティゲームズ日本代表として銀メダル獲得。
2023年12月、日立ハイテク クーガーズにアーリーエントリー登録。

## 日本代表歴
- 2018 U17W杯
- 2023 ワールドユニバーシティゲームズ（準優勝）